# 夷數佛幀
《夷數佛幀》是一幅繪製於南宋時期的絹畫掛軸，現藏日本甲州市棲雲寺，被日本人稱做（虛空藏菩薩畫像）或（基督聖像）。經匈牙利亞洲宗教藝術史學家古樂慈考證，認為此畫就是出自中國東南沿海摩尼教會所崇拜的《夷數佛幀》。作為一種綜攝宗教，摩尼教吸收了瑣羅亞斯德教、基督教、佛教、諾斯替主義等的思想、學說、教義，並將各宗教的神靈都納入自己的「萬神殿」。「夷數」就是摩尼教對耶穌的音譯，他是摩尼教五佛中的第四位。

## 描述

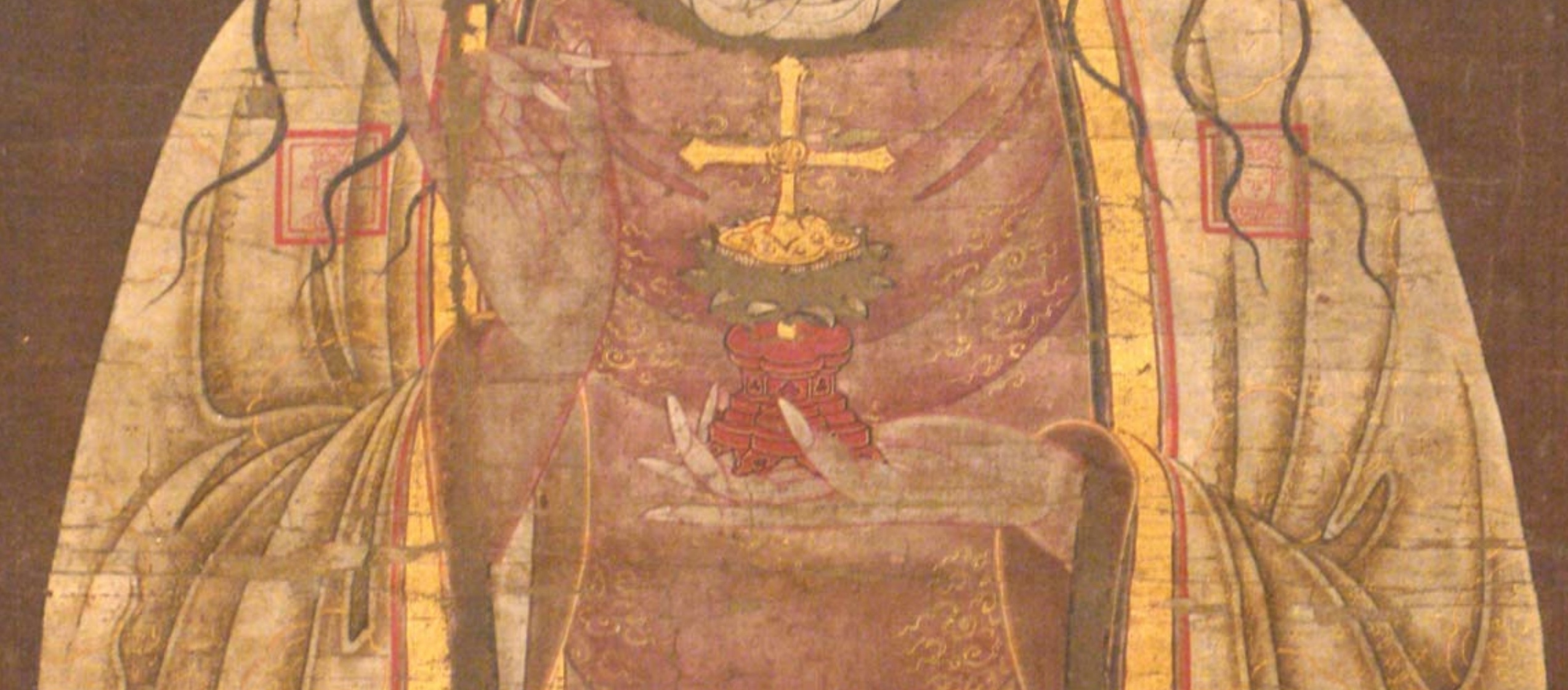
十字架細部。摩尼教認為耶穌的力量位於太陽，智慧位於月亮，本質位於光耀柱（光明十字架）。

該畫的絲綢呈黑褐色，可能是由於年代久遠。上繪一尊單體神像，以耀目金色和其他多種顏色繪成。神像長髮披肩，身穿紅色長袍，外罩一件鑲金邊的白袍，白袍上有四個佩章，佩章是以紅色雙線條繪成的小方框，框內描畫女性袖珍胸像。神像盤腿趺坐，右手沿其罩袍的金邊豎起，左手橫陳置於胸前，托起一個鮮紅色的袖珍基座，上置一綠色蓮臺，一枚金色十字架安插其中。這樣的佈局使十字架成為畫中最引人注目的對象。畫面下半部份是一個多層六邊形基座，其上就是神像所坐的蓮花臺，茂密的蓮瓣疊成五層，每一瓣好似一個小型神龕。除了圓形的頭光，神像周身還環繞一圈杏仁形的大型背光。背光向上直達絹畫頂部，那裡繪有一頂綴滿流蘇的華蓋。
古樂慈將該畫同一幅出自新疆高昌故城的10世紀摩尼教旗幡上的「夷數王者像」對比後，發現二者相當吻合。雖然因所在地不同而導致的文化差異讓二者在圖像藝術風格上大相逕庭，但其主要元素幾乎一致。比如二者都有紅色金邊的頭光，都是長髮披肩且沒有佩戴頭飾，金邊白色罩袍上都有四個佩章，都穿紅色長袍，右手結印的方式也一致，唯獨坐姿和坐具完全不同，乃是因文化差異之故。
- 古樂慈製作的對比圖，右邊為「夷數王者像」
- 面部對比
- 佩章對比
- 右手結印手勢對比

## 背景簡介
《宋會要輯稿》記載明教（即摩尼教）之人所繪佛像，有《妙水佛幀》、《先意佛幀》、《夷數佛幀》、《善惡幀》、《太子幀》及《四天王幀》。這幅《夷數佛幀》後來被帶到日本的棲雲寺，一直被佛教徒當作虛空藏菩薩來膜拜。

## 另見
- 夷數王者像
- 藏經洞基督像

## 補說

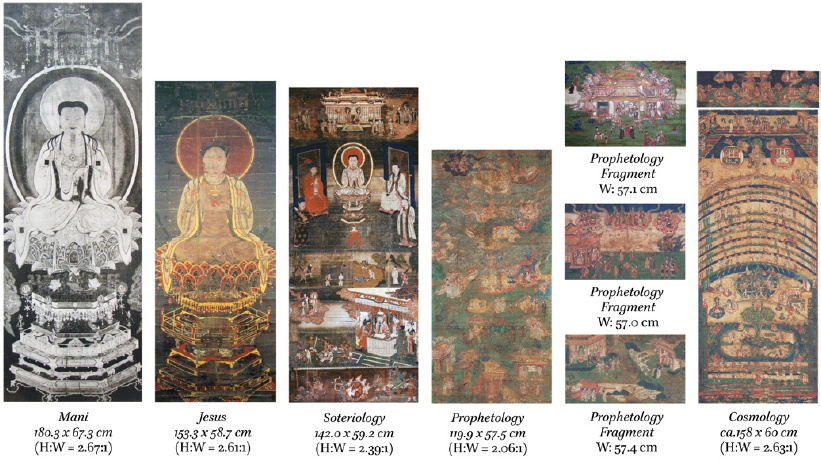
八幅絹畫圖集

目前已知的中國摩尼教絹畫掛軸包括《夷數佛幀》在內共八幅，可分為四大類：
單體神像兩幅（描繪摩尼和耶穌）
- 摩尼像
- 夷數佛幀

描繪救贖論（Soteriology）的畫軸一幅
- 冥王聖幀

描繪先知論（Prophetology）的畫軸四幅
- 摩尼的父母
- 摩尼誕生圖
- 聖者傳圖 1
- 聖者傳圖 2

描繪宇宙論（Cosmology）的畫軸一幅
- 摩尼教宇宙圖